# Port Tobacco Village
La ville de Port Tobacco Village est située dans le comté de Charles, dans l’État du Maryland, aux États-Unis. Sa population s’élevait à 18 habitants lors du recensement de 2020.